# محمد المسلم
محمد المسلم (3 أكتوبر 1988 -)، ممثل كويتي. بدأ مشواره الفني في مسلسل الحب الكبير في عام 2009، له عدد كبير من الأعمال المسرحية في المهرجانات وعروض «المعهد العالي للفنون المسرحية» أثناء دراسته خلاله.

## أعماله

### في التلفزيون
- الحب الكبير.
- الحب الذي كان.
- عشرة عمر.
- بين الماضي والحب.
- غريب الدار.
- حلفت عمري.
- خوات دنيا.
- الوداع.
- توالي الليل.
- ذيب السرايا.
- طربان.
- الواجهة.
- العم صقر.
- ذاكرة من ورق.
- مسافات.
- سامحني خطيت.

### في المسرح
- مكبث.[1]
- عودة شيزبونة.
- عودة السلاحف.
- مدينة البطاريق.
- مدينة الزنوج.
- كان يا مكان.
- الفيران.

## روابط خارجية
- محمد المسلم على موقع قاعدة بيانات الأفلام العربية